# Alexeï Skvortsov
Pour les articles homonymes, voir Skvortsov.
Alexeï Konstantinovitch Skvortsov (en russe : Алексей Константинович Скворцов, 9 février 1920 – 8 mai 2008) est un botaniste et naturaliste russe, spécialiste des plantes amentifères : saules (Salix), peupliers (Populus) et bouleaux (Betula), aussi bien que des familles de primevères (Onagraceae).

## Activités
A.K. Skvortsov était, en même temps, bien connu en Russie comme éditeur dans le magazine Priroda (Nature) (1971–2005) et comme auteur de nombreux articles en botanique, biologie évolutive et sur le darwinisme. Botaniste de grande érudition, Skvortsov contribuait à de nombreuses flores et il était un infatigable collecteur de spécimens de plantes. Il en a récolté au moins 80 000 exemplaires dans toute l'Union soviétique, y compris les régions les plus reculées de Russie et les républiques voisines. Il a parcouru de nombreux pays du nord et du centre de l'Europe, États-Unis, Inde, et Chine. 
La création de l'herbarium du Jardin botanique de Moscou comme conservatoire de classe mondiale avec un vaste programme d'échanges est grandement due aux efforts de Skvortsov. 
Il a entrepris des travaux dans l'introduction de plantes, avec une équipe de collaborateurs. Notamment pour Lonicera, section Caerulea, un chèvrefeuille bleu.
Il a aussi développé avec succès un cultivar robuste d'abricot à Moscou. C'était un fervent défenseur de la conservation et il a favorisé la création de parcs nationaux dans son pays (oblast de Kalouga  et oblast de Smolensk).

## Notoriété
De nombreuses espèces de plantes portent le nom de Skvortsov. Or certaines ont été nommées en l'honneur d'un homonyme d'Alexeï Skvortsov, autre botaniste russe Borís Skvortsov, de sorte qu'il est difficile de faire la part entre les espèces qui reviennent à l'un ou l'autre des deux naturalistes. La liste qui suit est donc donnée sous toutes réserves :
- Araliaceae : Macropanax skvortsovii Ha, 1984
- Campanulaceae : Legousia skvortsovii Proskur., 1980
- Onagraceae : Circaea × skvortsovii Boufford, 1983
- Poaceae : 
  - Festuca skvortsovii E.B.Alexeev, 1971
  - Merostachys skvortzovii Send., 1995
- Onagraceae : Circaea x skvortsovii Boufford, 1982
- Potamogetonaceae : Potamogeton skvortsovii Klinkova, 1993
- Salicaceae : Salix skvortsovii Sennikov, 2006 nom. illeg
- et d'autres encore[1].

## Abréviations botaniques
En ce qui concerne l'abréviation de l'auteur pour la description  et la classification scientifique des végétaux voir le site de l' IPNI